# Guerrero de Capestrano

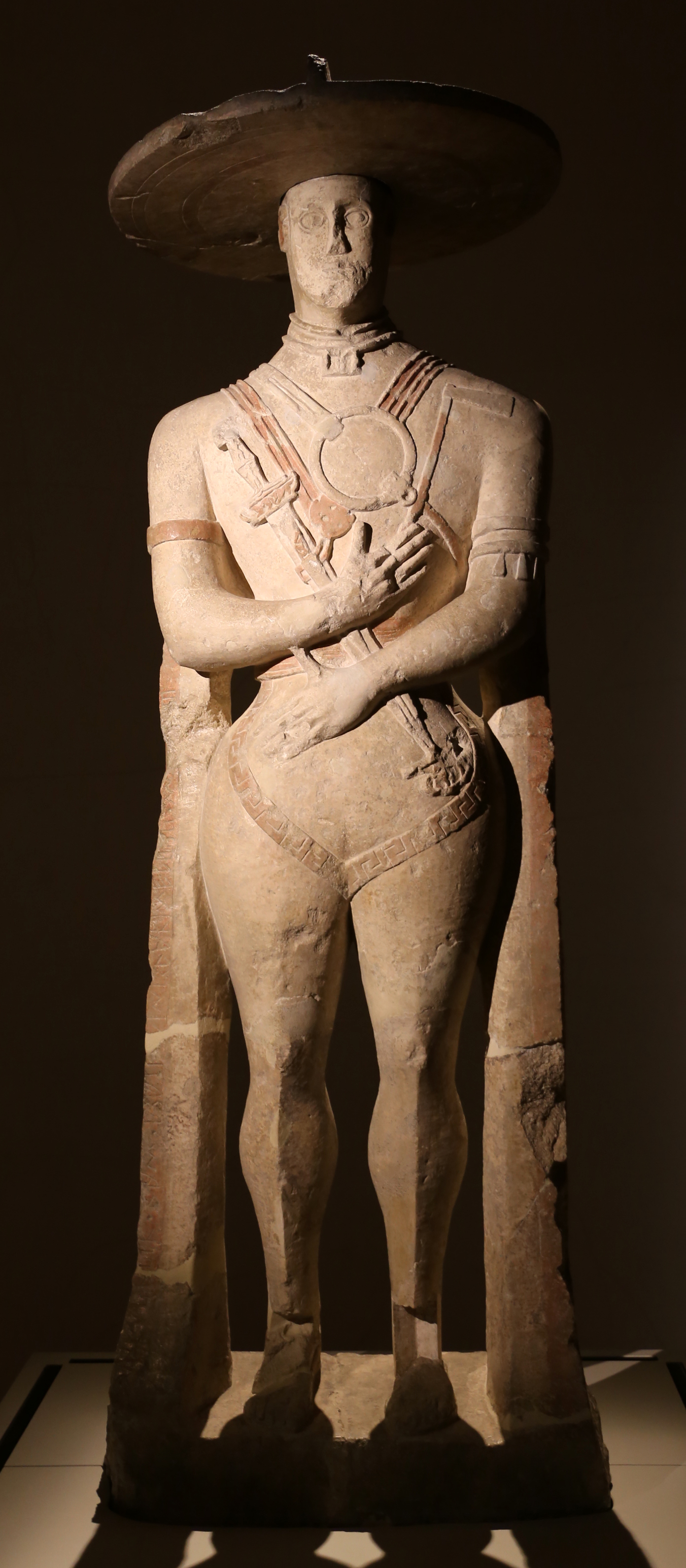
El Guerrero de Capestrano.

El Guerrero de Capestrano es una estatua de caliza de tamaño mayor al natural de un guerrero piceno, datada alrededor del siglo VI a. C. La estatua mide 2,09 m. Fue descubierta accidentalmente en 1934 por un jornalero que labraba el campo cerca de la ciudad italiana de Capestrano, junto con una estatua femenina en atuendo civil, denominada Dama de Capestrano.

## Descripción
La estatua de guerrero todavía conserva rastros de pintura, y representa a un guerrero que lleva un sombrero con una gran ala redonda, y una armadura de tipo kardiophylax protegiendo su pecho y espalda, un cinturón ancho, collar, y brazaletes. Además, el guerrero porta una espada corta, cuchillo, hacha, y un dispositivo defensivo conocido por los griegos como mitra (una especie de delantal corto).
Una inscripción en idioma piceno meridional inscrita en el pilar que está a la derecha del guerrero lee: "Makupri koram opsút aninis rakinevíi pompa[úne]í" ("Aninis hizo que esta estatua fuera más excelente que Rakinewis, la Pomp[oniana]").
La investigación subsiguiente al descubrimiento de la estatua reveló que el viñedo donde la estatua fue encontrada estaba situado encima de un cementerio de la Edad del Hierro.